# ان نگاه
ان نگاه یک منطقهٔ مسکونی در یمن است که در استان حضرموت واقع شده‌است.